# Фоссетт, Стив
Джеймс Сти́вен Фо́ссетт (англ. James Stephen Fossett; 22 апреля 1944, Джэксон, штат Теннесси — 3 сентября 2007, штат Калифорния) — американский бизнесмен, воздухоплаватель, яхтсмен, совладелец фирмы Scaled Composites, миллиардер. Известен своими многочисленными путешествиями и рекордами в воздухоплавании и парусном спорте. 3 сентября 2007 года погиб, разбившись на одномоторном самолёте.

## Биография
Фоссетт вырос в Гарден-Гров (англ. Garden Grove) в Калифорнии.
В 1966 году Фоссетт окончил Станфордский университет по специальности «экономика». В 1968 году Фоссетту было присвоено звание магистра экономики в университете Вашингтона в Сент-Луисе, штат Миссури. До своего последнего дня он оставался членом попечительского совета этого университета.
Фоссетт сделал успешную карьеру на бирже в Чикаго, создал компании Lacota Trading и Marathon Securities Inc. Позже Фоссетт переехал в Бивер-Крик.
С юных лет Фоссетт был участником скаутского движения. С 2005 по 2006 годы Фоссетт был членом Комитета мирового скаутского движения (World Scout Committee).
Стив Фоссетт был членом Королевского географического общества.
С 1968 года Фоссетт был женат на Пегги Виланд (англ. Peggy Viehland). Детей у них не было.

## Рекорды и приключения
Широким массам Фоссетт стал известен своими мировыми рекордами, установленными на самолётах, воздушных шарах, парусных судах. Фоссетт установил 116 мировых рекордов в этих дисциплинах.
Фоссетт поднимался на высочайшие вершины мира, в том числе дважды на Эверест. Он участвовал в гонках на собачьих упряжках на Аляске, в автогонках «24 часа Ле-Мана» и в кольцевых автогонках в США.
В 1985 году Фоссетт с четвёртой попытки переплыл Ла-Манш.
С 19 июня по 3 июля 2002 года Стив Фоссетт в одиночку облетел земной шар на воздушном шаре. В то время Фоссетту было 58 лет.
Осенью 2004 года Фоссетт получил свидетельство пилота дирижабля. 27 октября Фоссетт установил мировой рекорд скорости для дирижаблей. Он пролетел расстояние в 1000 метров в обоих направлениях со средней скоростью 111,8 км/час, максимальная скорость — 115 км/час.
До февраля 2005 года Фоссетту принадлежал рекорд самого быстрого кругосветного плавания на парусном судне — 58 суток 9 часов 32,45 минут.
С 1 по 3 марта 2005 года Стив Фоссетт в одиночку облетел земной шар на специальном самолёте, Virgin Atlantic GlobalFlyer, сконструированном Бертом Рутаном (англ. Burt Rutan). Это был первый в мире облёт Земного шара в одиночку и без остановок. Полёт продолжался 67 часов 2 минуты и 38 секунд, пройденное расстояние — 36 898,04 км. Старт и приземление — в городе Салайна (англ. Salina), штат Канзас.
3 июля 2005 года Фоссетт (совместно с Марком Реболцем) повторил Трансатлантический перелёт Алкока и Брауна 1919 года.
В феврале 2006 года Стив Фоссетт на Virgin Atlantic GlobalFlyer установил абсолютный рекорд дальности полёта без остановки — 41 467,53 км за 76 часов 45 минут. Это был безостановочный полёт вокруг земного шара, в ходе которого Фоссетт дважды пересёк Атлантический океан. Фоссетт стартовал 8 февраля из Космического центра имени Кеннеди во Флориде и приземлился 11 февраля в Англии.
До июля 2006 года Фоссетту принадлежал рекорд самого быстрого пересечения Атлантического океана на парусном судне — 4 суток 17 часов 28 минут 6 секунд.

## Гибель
3 сентября 2007 года Стив Фоссетт взлетел на одномоторном самолёте с частного аэродрома в штате Невада. Через некоторое время связь с ним пропала. Топлива в его самолёте должно было хватить на 4—5 часов полёта. Фоссетт имел при себе только одну бутылку воды и не имел парашюта. Поиски продолжались несколько суток. Фоссетт не оставил диспетчерам плана своего полёта; известно только то, что он хотел лететь в южном направлении в поисках места, подходящего для гонки на скорость. Были совершены десятки вылетов самолётов и вертолётов с целью поиска пропавшего. Район поиска охватывал площадь, равную 44 000 км².
Поиски пропавшего были безуспешными. 19 сентября официальные поиски были прекращены, но добровольцы продолжали искать и дальше, хотя считалось, что нет шансов найти Фоссетта живым — за более чем две недели в пустыне, без продовольствия и воды, при дневной температуре до +35 °C, практически нет шансов для выживания. Во время поисков пропавшего Фоссетта были обнаружены обломки восьми ранее потерпевших катастрофы самолётов, но обломков самолёта Фоссетта среди них не было.
27 сентября 2007 года ошибочно было определено возможное местонахождение самолёта Фоссетта. По заявлению руководителя поисково-спасательной операции, самолёт мог находиться недалеко от Долины смерти в штате Невада (это примерно в 160 км к юго-востоку от аэродрома, с которого Фоссетт начал своё путешествие). Множество добровольцев участвовало в анализе спутниковых снимков местности района предполагаемого падения.
16 февраля 2008 года он был официально признан погибшим судом города Чикаго. Таким образом, был удовлетворен иск жены путешественника Пегги, которая просила признать её вдовой.
1 октября 2008 года неподалёку от городка Маммот-Лейкс (англ. Mammoth Lakes), расположенного на восточных склонах хребта Сьерра-Невады, горные туристы случайно нашли место гибели Фоссетта. Оно находилось в труднопроходимых горах Минаретс (Minarets) в 8,5 км к западу от горнолыжной курортной зоны Маммот (Mammoth Mountain Ski Area), к которой от городка Маммот-Лейкс ведёт на запад 14-километровая дорога № 203 штата Калифорнии (California State Route 203).
На месте катастрофы, кроме обломков самого самолёта, были найдены вещи, принадлежавшие Фоссетту, среди них удостоверение Федерального управления гражданской авиации на имя Фоссетта, лицензия на управление самолётом, удостоверение личности и 1005 долларов. Также были найдены разбросанные хищниками человеческие кости, которые сразу направили на экспертизу ДНК. Через 1,5 месяца экспертиза ДНК подтвердила, что останки, обнаруженные на месте катастрофы, принадлежали Стиву Фоссетту. Таким образом, его гибель была подтверждена официально.
Расследование катастрофы показало, что самолёт Фоссетта был исправен вплоть до момента столкновения с землей, а наиболее вероятными причинами были признаны сильный ветер и мощный нисходящий поток воздуха, в который попал летательный аппарат.